# Zondagskind
Een zondagskind is in letterlijke zin een persoon die op een zondag is geboren. In figuurlijke zin is een zondagskind iemand die veel geluk heeft in het leven.
In de psychologie gaat het bij een zondagskind om iemand die altijd het positieve van alles inziet, hij/zij houdt ervan om mensen te leren kennen en kan met iedereen opschieten. Het lijkt dan alsof een zondagskind altijd geluk heeft, maar het is eigenlijk omdat deze persoon met iedereen goed op kan schieten, en iedereen gunt hem/haar dus ook van alles.
Vroeger geloofde men dat een zondagskind geesten kon zien en de toekomst kon voorspellen. 

## Herkomst
Mogelijk is het begrip "zondagskind" een verchristelijking van het heidens-Germaanse begrip Donnertagskind, waarmee men een kind dat onder de bescherming van Thor stond bedoelde.

## Statistiek
Het aantal zondagskinderen is 18,5% lager dan het aantal dat verwacht zou mogen worden als er op alle dagen van de week evenveel kinderen zouden zijn geboren. Door planning via opzettelijk ingeleide bevallingen en keizersnedes ligt het aantal geboortes in het weekend lager.

## Zondagskind in de literatuur
- Belevenissen van een zondagskind - roman, Toon Kortooms, 1952
- Het Zondagskind - roman, Godfried Bomans, 1958
- Dossier Zondagskind - stripverhaal uit de Agent 327 serie, 1976
- Een zondagskind in de politiek en andere christenen - artikelreeks in Vrij Nederland, J.Rogier, als boek gepubliceerd in 1980
- Zondagskind - roman, Joris Moens, 1995
- Zondagskind - roman, Lévi Weemoedt, 1996
- Dagboek van een Zondagskind - artikelenreeks in Nieuwe Revu van Koos van Zomeren over Dries van Agt
- Zondagskind - songtekst, Frank Boeijen
- Zondagskinderen - roman, Maria Stahlie, 1999
- Zondagskind - roman, Judith Visser, 6 maart 2018

## Voorbeelden van mensen die zondagskinderen genoemd werden
Premier Jan de Quay kreeg als bijnaam "Zondagskind in de politiek".
De Nederlandse minister van Financiën Zalm noemt zich weleens een zondagskind. In 2000 bijvoorbeeld, antwoordde hij op een vraag van CDA-kamerlid Jan Peter Balkenende of de begroting overschreden zou mogen worden, als het wat minder zou blijken te gaan: "Ik ben een zondagskind, dus ik denk dat ik wel weer geluk zal hebben.".
De eerste twee kinderen van koning Willem-Alexander en koningin Máxima, Catharina-Amalia en Alexia zijn zondagskinderen. Het derde echter niet; zij werd geboren op een dinsdag(avond).